# بیرینجی می (شهرستان ات‌باشی)
بیرینجی می (به لاتین: Birinchi May) یک روستا در قرقیزستان است که در شهرستان ات‌باشی واقع شده‌است. بیرینجی می ۹۰۶ نفر جمعیت دارد و ۲٬۳۳۲ متر بالاتر از سطح دریا واقع شده‌است.